# Data di scadenza
La data di scadenza nei prodotti alimentari commercializzati è la data fino alla quale un alimento è igienicamente idoneo al consumo, se mantenuto nelle corrette condizioni di conservazione. Dopo questa data il prodotto diventa un rifiuto con relative problematiche di smaltimento.

## Fattispecie
Viene riportata obbligatoriamente sugli imballaggi alimentari dei prodotti preconfezionati rapidamente deperibili (latte e prodotti lattieri freschi, formaggi freschi, pasta fresca, carni fresche, prodotti della pesca e dell'acquacoltura freschi) con la dicitura "da consumarsi entro" seguita dal luogo sulla confezione dove la data viene stampigliata. La data deve riportare, nell'ordine, il giorno, il mese ed eventualmente l'anno. Sulla confezione devono essere inoltre riportate le condizioni di conservazione ed eventualmente la temperatura in funzione della quale è stato determinato il periodo di validità.

Superata la data di scadenza, l'alimento può costituire un pericolo per la salute a causa della proliferazione batterica. Per legge è vietata la vendita dei prodotti che riportano la data di scadenza a partire dal giorno successivo a quello indicato sulla confezione. Il concetto di data di scadenza è legato a quello dell'alterazione degli alimenti, fenomeno inarrestabile e inevitabile in accordo alla prima legge di Parisi della degradazione alimentare.
Supermercati e commercianti, in base agli accordi con i fornitori, in alcuni casi, possono restituire i prodotti scaduti invenduti delle relative marche, sotto forma di resi. Per ogni articolo reso, ricevono gratuitamente in cambio dai fornitori un altro prodotto dello stesso genere, da rivendere al cliente finale, oppure vengono scontati tramite nota di accredito. In questo modo, commercianti e supermercati eliminano il rischio di mancata vendita, legato ai prodotti alimentari. Trattandosi di un bene deperibile, l'accumulo di scorte invendute rappresenta un rischio più alto per i venditori, rispetto ad altre categorie merceologiche, poiché le scorte di alimenti dopo la data di scadenza non hanno più valore.
Talora, le forze dell'ordine verificano casi di rigenerazione delle date di scadenza, sostituite da nuove etichette in validità.
In Italia la data di scadenza può essere determinata con decreto dei Ministri delle attività produttive, delle politiche agricole e forestali e della salute. Per esempio la data di scadenza del "latte fresco pastorizzato" è determinata nel sesto giorno successivo a quello del trattamento termico di pastorizzazione, mentre la scadenza del "latte microfiltrato fresco pastorizzato" è determinata nel decimo giorno successivo a quello del trattamento termico.
Sui prodotti non rapidamente deperibili la data di scadenza è sostituita dal termine minimo di conservazione, espresso dalla dicitura "da consumarsi preferibilmente entro (data)", che rappresenta la data fino alla quale un alimento conserva le sue proprietà specifiche in adeguate condizioni di conservazione. 
La data si compone dell'indicazione, nell'ordine, del giorno, del mese, e dell'anno, con le seguenti modalità:
- per i prodotti alimentari conservabili per meno di tre mesi, è sufficiente l'indicazione del giorno e del mese,
- per i prodotti alimentari conservabili per più di tre mesi ma non oltre diciotto mesi, è sufficiente l'indicazione del mese e dell'anno,
- per i prodotti alimentari conservabili per più di diciotto mesi, è sufficiente l'indicazione dell'anno.

Il termine minimo di conservazione non è obbligatorio per la frutta e la verdura fresche (a meno che non siano sbucciate o tagliate), il vino e l'aceto, il sale e lo zucchero allo stato solido, i prodotti da forno come pane e focaccia, prodotti di pasticceria freschi, bevande alcoliche con percentuale di alcol superiore al 10%, gomme da masticare e prodotti simili.
Stessa regola vale per i prodotti da banco (salumi e formaggi venduti in supermercati e ipermercati che devono solo indicare la temperatura di conservazione dell'alimento).

## Termine minimo di conservazione
La data di scadenza differisce dal termine minimo di conservazione o TMC ("da consumarsi preferibilmente entro" o "best before"), che rappresenta il termine temporale entro il quale il prodotto alimentare conserva le sue proprietà specifiche in adeguate condizioni di conservazione; superato il TMC è ancora possibile consumare il prodotto (non c'è alcun divieto). Il TMC dunque, è da riferire unicamente alle caratteristiche organolettiche e di gradimento del prodotto piuttosto che alla sicurezza. Più ci si allontana dalla data di superamento del TMC più vengono meno i requisiti della qualità del prodotto senza dunque che venga intaccata quello della sicurezza. Anche il TMC è legato a quello dell'alterazione degli alimenti, fenomeno inarrestabile e inevitabile in accordo alla prima legge di Parisi della degradazione alimentare.